# Condado de Gelves
El condado de Gelves es un título nobiliario español creado por el rey Carlos I en 1529 a favor de Jorge Alberto de Portugal y Melo, camarero mayor del rey y alcaide de los Reales Alcázares de Sevilla.
La denominación del título se refiere al municipio andaluz de Gelves, en la provincia de Sevilla.

## Historia de los condes de Gelves

Escudo del municipio de Gelves (Sevilla)

- Jorge Alberto de Portugal y Melo (n. 1470), I conde de Gelves,[2]  camarero mayor del rey, I señor de Villanueva del Ariscal y alcaide de los Reales Alcázares y atarazanas de Sevilla.[2] Era hijo de Álvaro de Portugal —hijo del II duque de Braganza,[3] y de Juana de Castro—,[4] y de su esposa, Felipa de Melo,[5] también llamada Felipa Villena de Melo y Meneses, hija de Rodrigo Alonso de Melo, conde de Olivenza, y de Isabel de Meneses.[4][a]

Casó en primeras nupcias con Guiomar de Atayde y Silva, dama de la reina Leonor de Austria, y en segundas nupcias, con Isabel Colón de Toledo, hija de Diego Colón y de María de Toledo y hermana de Luis Colón de Toledo, I duque de Veragua y I marqués de Jamaica. Sucedió su hijo:
- Álvaro de Portugal y Colón de Toledo (m. 29 de septiembre de 1581),[8] II conde de Gelves.[2]

Casó con Leonor Fernández de Córdoba y Milán de Aragón, hija de Álvaro Fernández de Córdoba y Zúñiga, señor de Valenzuela —hijo de Diego Fernández de Córdoba y Mendoza, III conde de Cabra—, y de su esposa, María Manuel y Milán de Aragón. Le sucedió su hijo:
- Jorge Alberto de Portugal y Fernández de Córdoba (Sevilla, 1560-Gelves, 1583), III conde de Gelves.[2] Era hermano de Nuño de Portugal y Córdoba, también nieto del I conde de Gelves, quien adoptó el nombre de Nuño Colón de Portugal, al convertirse en III duque de Veragua, al morir sin descendencia su tía Felipa Colón de Mosquera, II duquesa de Veragua, prima hermana del II conde de Gelves.

Casó, en 1581, con Bernardina Corso Vicentello de Leca, hija de Juan Antonio Corso Vicentelo de Leca, señor de Cantillana, Brenes y Villaverde, y de su esposa, Brígida Corso de Vicentelo y Armas. Bernardina después de enviudar, contrajo un segundo matrimonio con Juan de Sandoval y Borja, I marqués de Villamizar. Sin descendencia de este matrimonio. Bernardina casó en terceras nupcias con Fernando Álvarez de Toledo y Enríquez, VIII señor de Higares, hijo de García Álvarez de Toledo y Blanca Enríquez de Villena. Le sucedió su hija de su primer matrimonio:
- Leonor Francisca de Portugal Colón de Toledo y Vicentello (1583-Madrid, 19 de abril de 1618),[12] IV condesa de Gelves.[2]

Casó en primeras nupcias con Fernando Ruiz de Castro Portugal y Zúñiga, gentilhombre de cámara del rey Felipe III, caballero de la Orden de Calatrava y comendador de Peña  de Martos, hijo de Fernando Ruiz de Castro Andrade y Portugal, III marqués de Sarria, VI conde de Lemos IV conde de Villalba, II conde de Andrade, y de Catalina de Zúñiga Sandoval y Borja, dama de la reina. Ya viuda con tan sólo 25 años y una hija única de un año, se casó otra vez con Diego Carrillo de Mendoza y Pimentel, I y único marqués de Gelves, virrey de Aragón, pasando su viudo a casarse otra vez y ser promocionado a XIV virrey de México, sin sucesión de este matrimonio. Le sucedió su hija:
- Catalina de Castro y Portugal (Madrid, 1607-Sevilla, 18 de noviembre de 1634), V condesa de Gelves[14] y II marquesa de Villamizar.[15][14]

Casó, el 19 de septiembre de 1624, con Álvaro Colón de Portugal y Portocarrero, IV duque de Veragua, IV marqués de Jamaica, III duque de la Vega, almirante mayor de las Indias y caballero de la Orden de Calatrava, hijo de Nuño Colón de Portugal, III duque de Veragua  y de Aldonza Portocarrero Espinosa,  hija de Diego de Espinosa y de la Bastida y de Luisa de Portocarrero. Le sucedió su hijo:
- Pedro Nuño Colón de Portugal y Castro (Madrid, 13 de diciembre de 1628-Ciudad de México, 12 de diciembre de 1673), VI conde de Gelves,[15] V duque de Veragua,[7] III marqués de Villamizar, V duque de la Vega,[15] general de la Armada del Mar Océano, virrey de Nueva España y caballero de la Orden del Toisón de Oro.[7] Pedro Nuño, cedió en 1649, en Sevilla, los terrenos necesarios para la creación en Sevilla del llamado Hospital de los Venerables, ahora restaurado por la Fundación FOCUS-Abengoa, antes de marchar a Nueva España, como virrey.

Casó, en primeras nupcias, el 7 de febrero de 1645, con Isabel de La Cueva, duquesa viuda de Nájera, y en segundas, el 5 de febrero de 1663, con Mariana Francisca Luisa de Castro y Portugal. Le sucedió, de su primer matrimonio, su hijo:
- Pedro Manuel Colón de Portugal y de la Cueva (Madrid, 21 de diciembre de 1651-Madrid, 9 de septiembre de 1710), VII conde de Gelves,[15] VI duque de Veragua,[7] VI duque de la Vega, IV marqués de Villamizar, VI marqués de Jamaica,[15] virrey de Valencia y de Sicilia, gobernador de Galicia, capitán general de las galeras de España, presidente del Consejo de las Órdenes y caballero de la Orden del Toisón de Oro.[16]

Casó, en 30 de agosto de 1674, con Teresa Marina de Ayala y Toledo, V condesa de Ayala, condesa de Villalonso, X marquesa de La Mota y IV marquesa de San Leonardo, quien aportó enormes propiedades y estados a la casa. Era hija de Fernando de Ayala Fonseca y Toledo, III conde de Ayala, y de su segunda esposa, Catalina Fajardo y Manrique de Mendoza. Le sucedió su hijo:
- Pedro Nuño Colón de Portugal y Ayala (Madrid,10 de octubre de 1676-Madrid, 4 de julio de 1733), VIII conde de Gelves,[15] VII duque de Veragua,[18] VII duque de la Vega, VII marqués de Jamaica, V  marqués de Villamizar, V marqués de San Leonardo,[15] virrey de Cerdeña y Navarra y miembro del Consejo de Guerra.[18] Fue quién decidió trasladar la residencia oficial del condado, desde Gelves, a la corte.

Casó, el 17 de abril de 1702, con María Francisca de Borja Fernández de Córdoba, hija de Félix María Fernández de Córdoba y Aragón, IX duque de Sessa y poseedor de varios títulos, y de su segunda esposa, Margarita María de Aragón y Benavides. Murió sin descendencia y le sucedió su hermana:
- Catalina Colón de Portugal y Ayala (14 de julio de 1690-3 de octubre de 1739), IX condesa de Gelves,[20] VIII duquesa de Veragua,[18] VIII duquesa de la Vega, VI marquesa de dan Leonardo, X marquesa de Jamaica, VI condesa de Ayala y XI marquesa de la Mota.[21]

Casó en primeras nupcias, el 15 de agosto de 1709, con Francisco de Toledo y Pimentel (m. 25 de septiembre de 1710), IX conde de Villada. Contrajo un segundo matrimonio, el 31 de diciembre de 1716, con Jacobo Fitz-James Stuart, II duque de Berwick, II duque de Liria y Jérica y caballero de la Orden del Toisón de Oro. Le sucedió su hijo:
- Jacobo Francisco Fitz-James Stuart y Colón de Portugal (m. 30 de septiembre de 1785), X conde de Gelves,[23] IX duque de Veragua, III duque de Berwick,[18] VIII marqués de San Leonardo, III duque de Liria y Jérica, IX duque de la Vega, XI marqués de Jamaica, etc.[23]  Fue quien hizo construir en Madrid, el fastuoso palacio de Liria, pagado principalmente con las rentas que recibía de su ducado de Veragua, en América.

Casó con María Teresa de Silva y Toledo, X marquesa del Carpio, hija de los duques de Alba. Le sucedió su hijo:
- Carlos Bernardo Fitz-James Stuart y Silva (m. 8 de septiembre de 1787), XI conde de Gelves,[24] X duque de Veragua, IV duque de Berwick,[18]  IV duque de Liria y Jérica, X duque de la Vega, XII marqués de Jamaica, XV conde de Lemos, etc.[24]

Casó con Carolina Augusta zu Stolberg-Gedern, princesa de Hormes. Sucedió su hijo:
- Jacobo Felipe Fitz-James Stuart zu Stolberg-Gedern (París, 25 de febrero de 1773-Madrid, 3 de abril de 1794), XII conde de Gelves,[24] XI duque de Veragua,[b]  V duque de Berwick.[18] V duque de Liria y Jérica, XI duque de la Vega, XIII marqués de Jamaica, XVI conde de Lemos, etc.[24]

Casó, siendo su primer marido, en Madrid el 24 de enero de 1790, con María Teresa de Silva-Fernández de Híjar y de Palafox. Sucedió su hijo:
- Jacobo José Fitz-James Stuart y Silva (3 de enero de 1792-5 de enero de 1795), XIII conde de Gelves,[24] VI duque de Berwick, VI duque de Liria y Jérica, XV marqués de la Mota, XI marqués de San Leonardo, XVII conde de Lemos, XV marqués de Sarria,, XXVI conde de Villalba y XV conde de Andrade.[24]

Murió en la infancia y le sucedió su hermano:
- Carlos Miguel Fitz-James Stuart y Silva (Madrid, 19 de mayo de 1794-Suiza, 7 de octubre de 1835), XIV conde de Gelves,[25] XIV duque de Alba, prócer del Reino,[18] VII duque de Berwick, VII duque de Liria y Jérica,[18] XIX marqués de Coria, XVI conde de Osorno, XVIII conde de Lemos, XI marqués de San Leonardo, X conde de Ayala, XVI conde de Lerín, etc.[26]

Casó, en Roma el 15 de febrero de 1817, con Rosalía Ventimiglia y Moncada, camarera mayor de palacio y dama de la Orden de María Luisa. Sucedió su hijo:
- Jacobo Fitz-James Stuart y Ventimiglia (Palermo, 3 de junio de 1821-Madrid, 10 de julio de 1881), XV conde de Gelves,[25] XV duque de Alba, VIII duque de Berwick, VIII duque de Liria y Jérica, XI conde de Ayala, etc. [25]

Casó, el 14 de febrero de 1844, con Francisca de Sales Portocarrero Palafox Zúñiga y Kirkpatrick, XVIII condesa de Miranda del Castañar. Sucedió su hijo:
- Carlos María Fitz-James Stuart y Portocarrero (Madrid, 4 de diciembre de 1849-Nueva York, 13 de octubre de 1901), XVI conde de Gelves,[27], XVI duque de Alba, IX duque de Liria y Jérica, IX duque de Berwick, etc.[25]

Casó, en Madrid el 16 de diciembre de 1877, con María del Rosario Falcó y Osorio, XXI condesa de Siruela. Sucedió su hijo en 1882:
- Jacobo Fitz-James Stuart y Falcó (Madrid, 17 de octubre de 1878-Lausana, 24 de septiembre de 1953), XVII conde de Gelves,[28] XVII duque de Alba, X duque de Berwick, X duque de Liria y Jérica, etc.[28]

Casó, en Londres el 7 de octubre de 1920, con María del Rosario de Silva y Gurtubay, X marquesa de San Vicente del Barco. Sucedió su hija:
- María del Rosario Cayetana Fitz-James Stuart y Silva (Madrid, 28 de marzo de 1926-Sevilla, 20 de noviembre de 2014), XVIII condesa de Gelves,[28] XVIII duquesa de Alba.[29] XI duquesa de Berwick, XI duquesa de Liria y Jérica, etc.[28]

Casó en primeras nupcias con Luis Martínez de Irujo y Artázcoz. Contrajo un segundo matrimonio con Jesús Aguirre y Ortiz de Zárate. Casó en terceras nupcias con Alfonso Díez Carabantes. Le sucedió su hijo del primer matrimonio:
- Carlos Fitz-James Stuart y Martínez de Irujo (n. Madrid, 2 de octubre de 1948), XIX conde de Gelves,[30][31] XIX duque de Alba, XII duque de Berwick, XII duque de Liria y Jérica, etc.[30]

Casó, en Sevilla el 18 de junio de 1988, con Matilde de Solís y Martínez de Campos, padres de Fernando y de Carlos Fitz-James Stuart y de Solís.